# هیخل‌سوم
هیخل‌سوم (به هلندی: Hegelsom) یک منطقهٔ مسکونی در هلند است که در Horst aan de Maas واقع شده‌است. هیخل‌سوم ۶٫۴۹ کیلومتر مربع مساحت و ۱٫۹۰۷ نفر جمعیت دارد.